# Seerenbachfallen

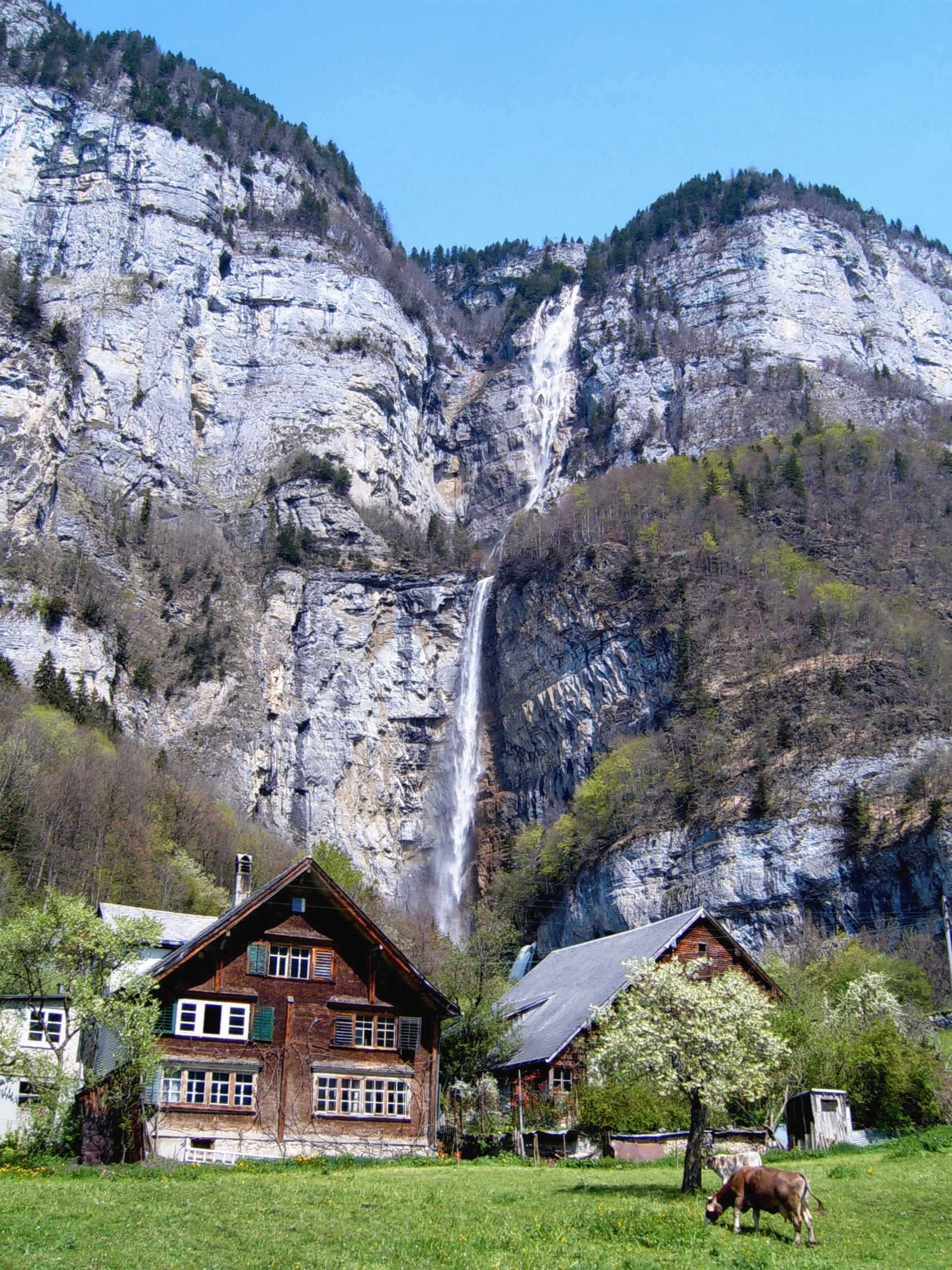
Seerenbachfallen

Seerenbachfallen nära Amden, vid sjön Walensee, bildar en kaskad av tre vattenfall med en total höjd av 585 meter. Tillsammans bildar de tre etapperna det tredje högsta vattenfallet i Centraleuropa och Alperna efter Mattenbachfall på 840 meter och de 630 meter höga Staldenbachfallen - båda i Lauterbrunnendalen.  Den översta nivån har en fallhöjd på 50 meter, den mellersta nivån är 305 meter, bakom Mürrenbachfall och Buchenbachfall, det tredje högsta vattenfallet i Schweiz. Det 190 meter höga vattenfallet Rinquelle finns i området. Seerenbachfallen mättes om i april 2006; fram till dess ansågs Staubbachfall i Lauterbrunnen, i kantonen Bern, vara högre. Avvattningsområdet för Seerenbachfallen är det 5,6 kvadratkilometer stora området mellan Walensee och Toggenburg. Seerenbachfallen och Rinquelle är populära resmål som kan nås från både Weesen och Quinten, via Walensee norrut. De är en del av den federala inventeringen av landskap och naturmonument av nationell betydelse (BLN 1613 Speer - Churfirsten - Alvier).

## Galleri

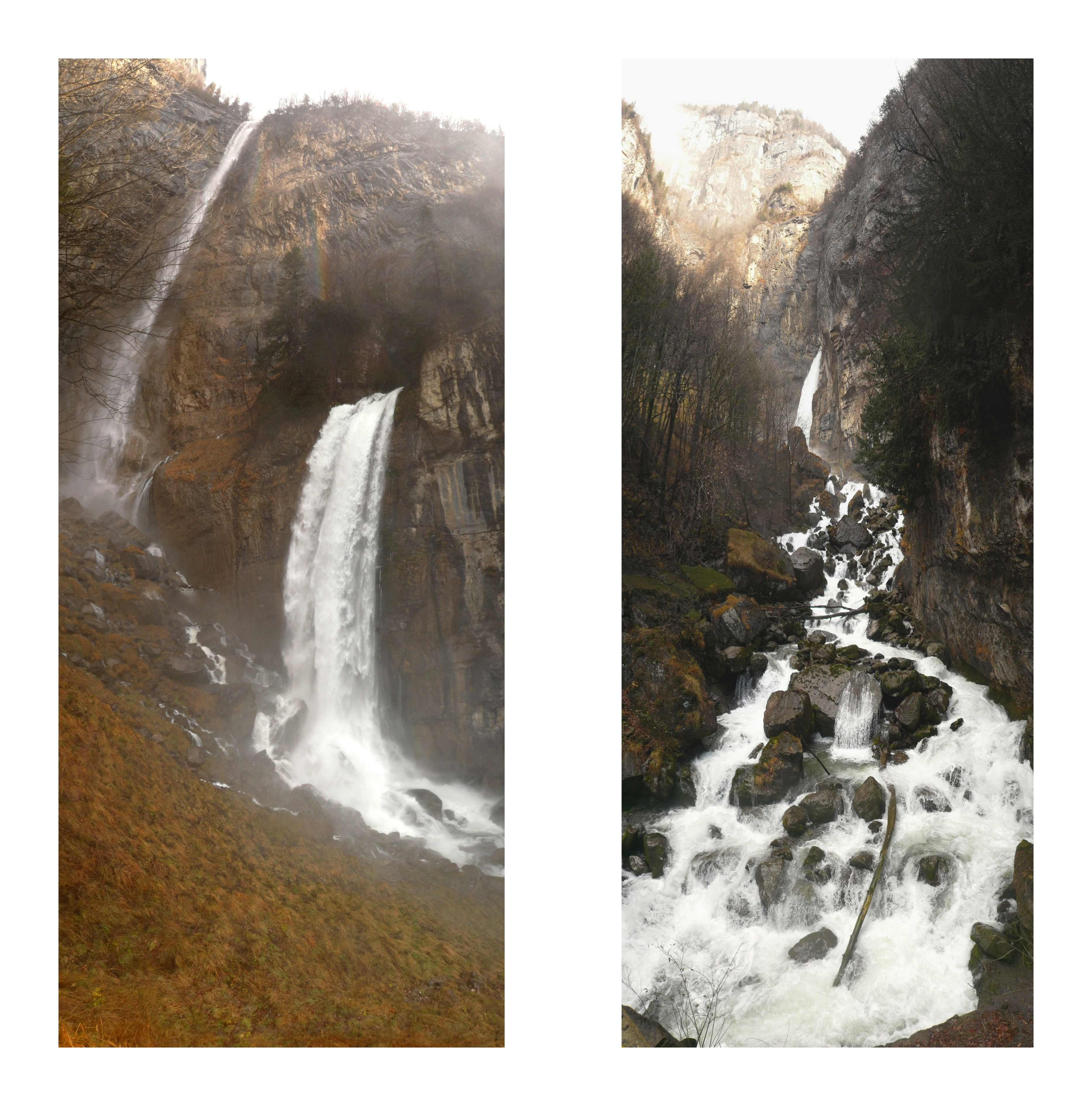
Nedre fallet (till vänster) och Rinquelle.
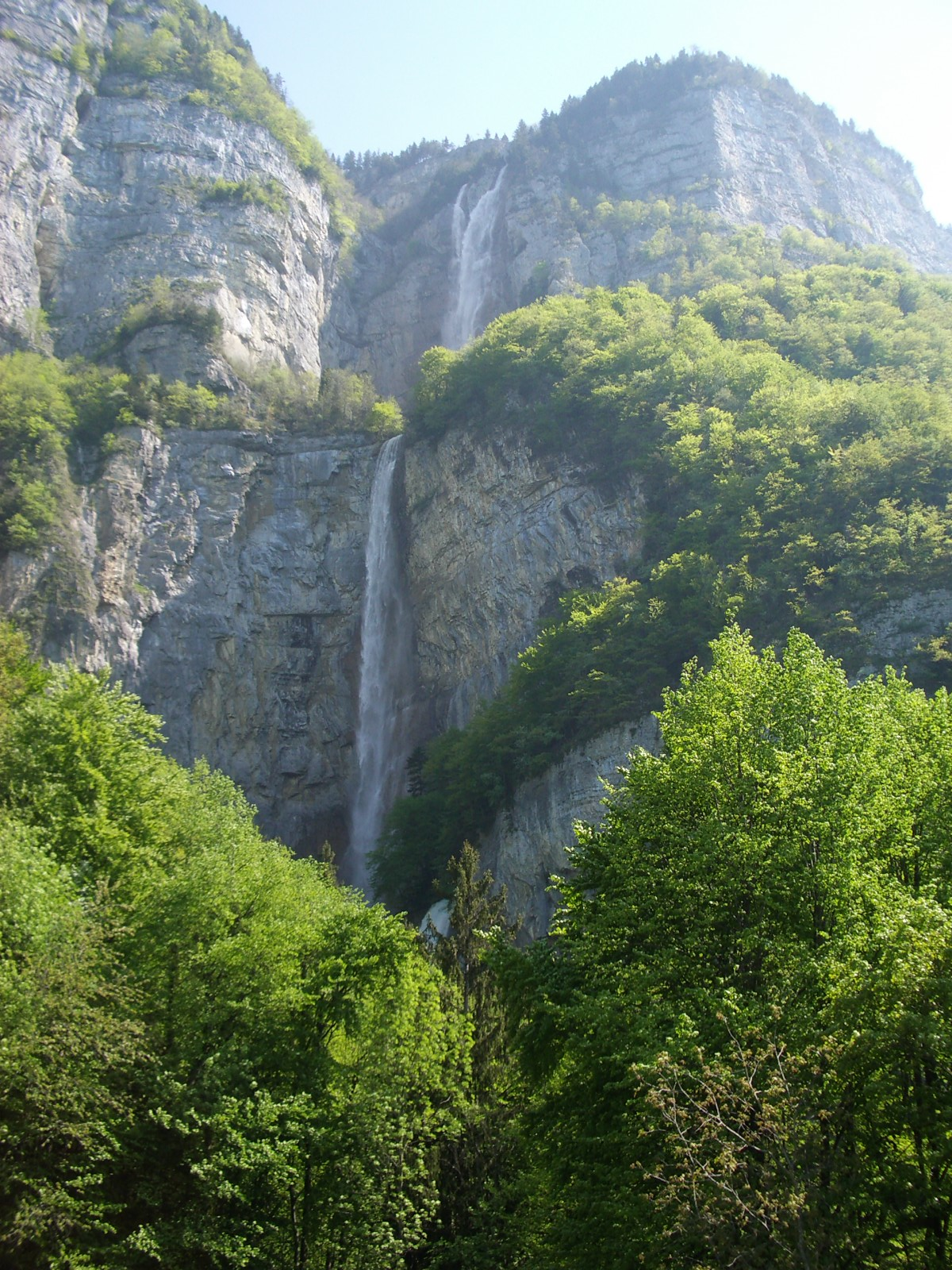
Nedre fallet med det mestadels molntäckta Rinquelle bakom Serenbachfälle.
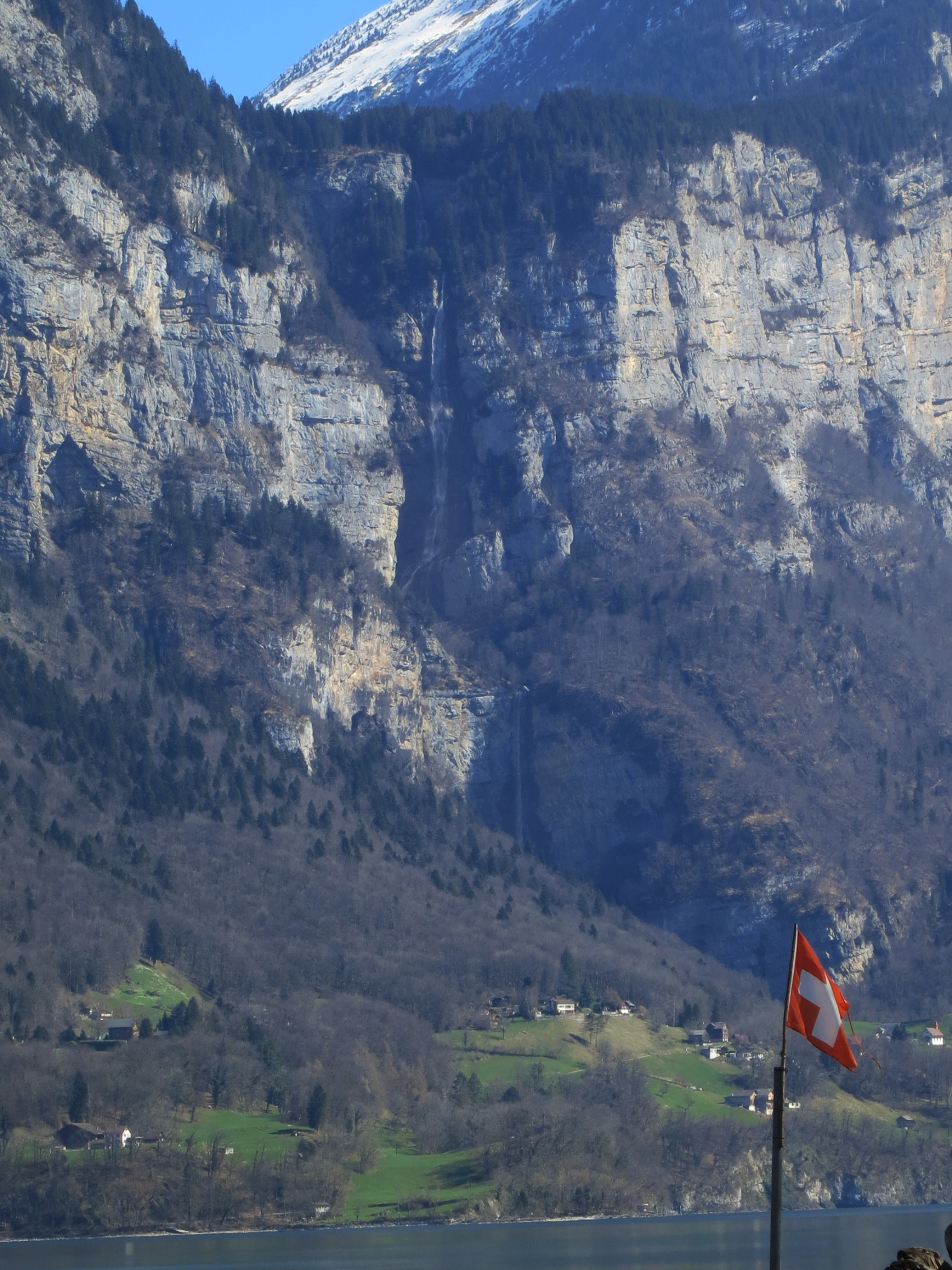
Nedre fallet sett från Gäsi.
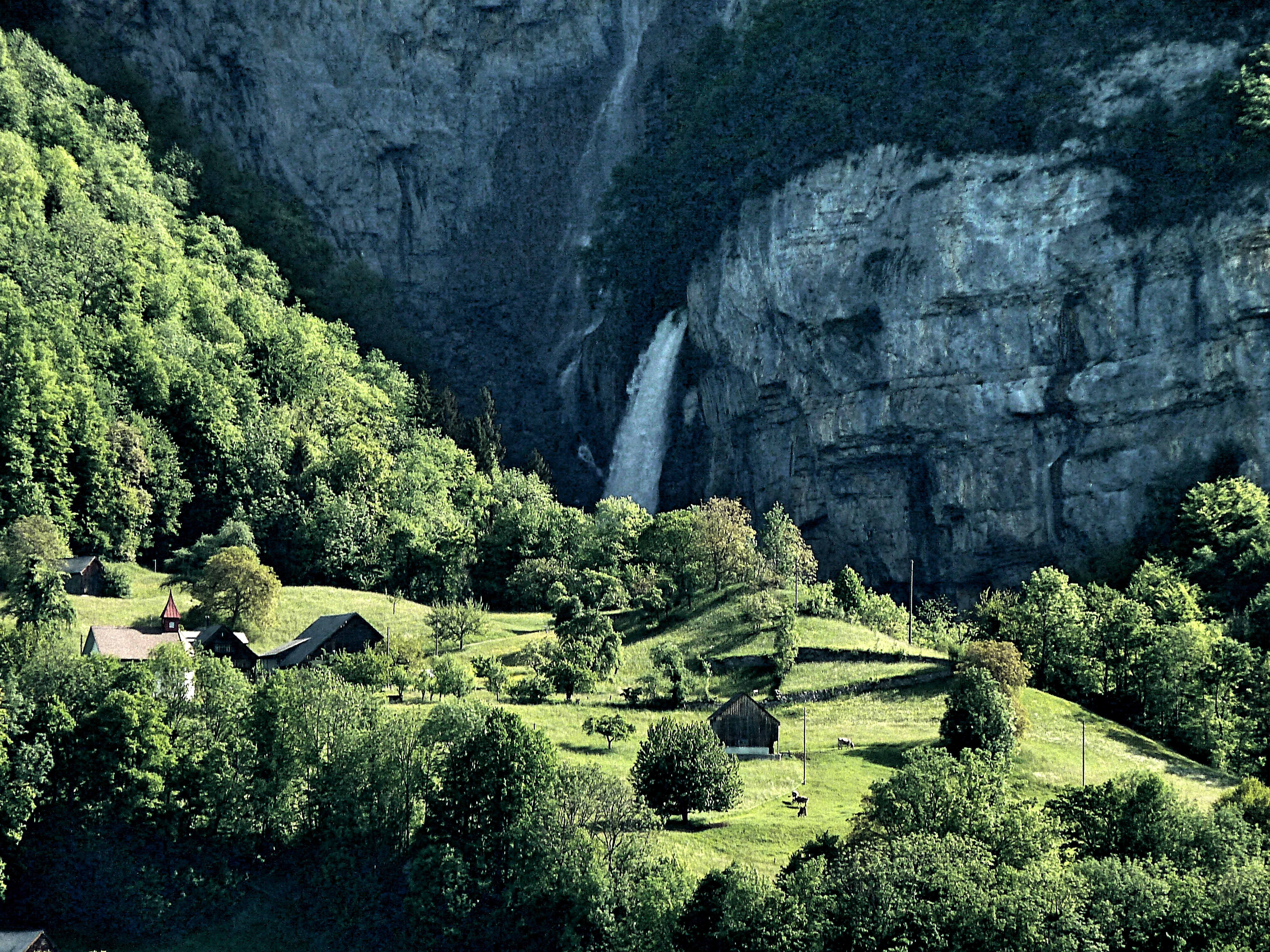
Seerenbach och Rinquelle vattenfall.